# Antonio Bottoglia
Antonio Bottoglia (Castel Goffredo, 8 aprile 1920 – Mantova, 16 agosto 2023) è stato un religioso italiano.

## Biografia

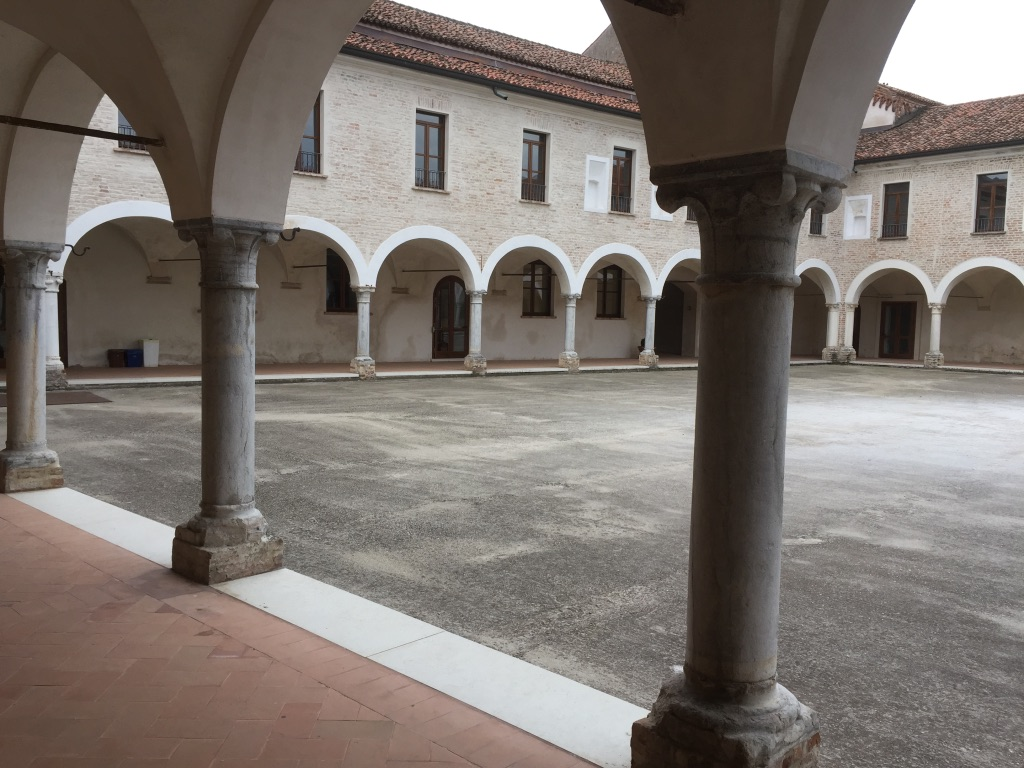
Mantova, chiostro monastero di Santa Paola

Fu ordinato sacerdote il 19 giugno del 1943 dal vescovo di Mantova Domenico Menna e mandato come vicario nella 
parrocchia di Castiglione delle Stiviere, nella quale rimase per dieci anni. Nel 1953 il vescovo Antonio Poma lo chiamò a reggere la parrocchia di Sant'Apollonia a Mantova.
Fu il fondatore negli anni Sessanta (e ne fu anche presidente), degli Istituti Santa Paola di Mantova, scuole a carattere professionale sotto l'egida della Regione Lombardia, del Ministero del lavoro e della previdenza sociale e dell'Unione europea per elettricisti, pasticcieri, cuochi, restauratori e informatici, frequentate ogni anno da centinaia di giovani. Nel 2018 gli Istituti sono stati autorizzati ad istituire il corso di laurea in conservazione e restauro dei beni culturali a ciclo quinquennale, abilitante alla professione di restauratore di beni culturali. La sede è ospitata all'interno dell'antico monastero di Santa Paola. 
Nel 2018 divenne il decano del clero mantovano, avendo festeggiato i 75 anni di ordinazione sacerdotale.
È morto a Mantova il 16 agosto 2023 all'età di 103 anni ed è stato sepolto nel cimitero di Castel Goffredo.

## Onorificenze

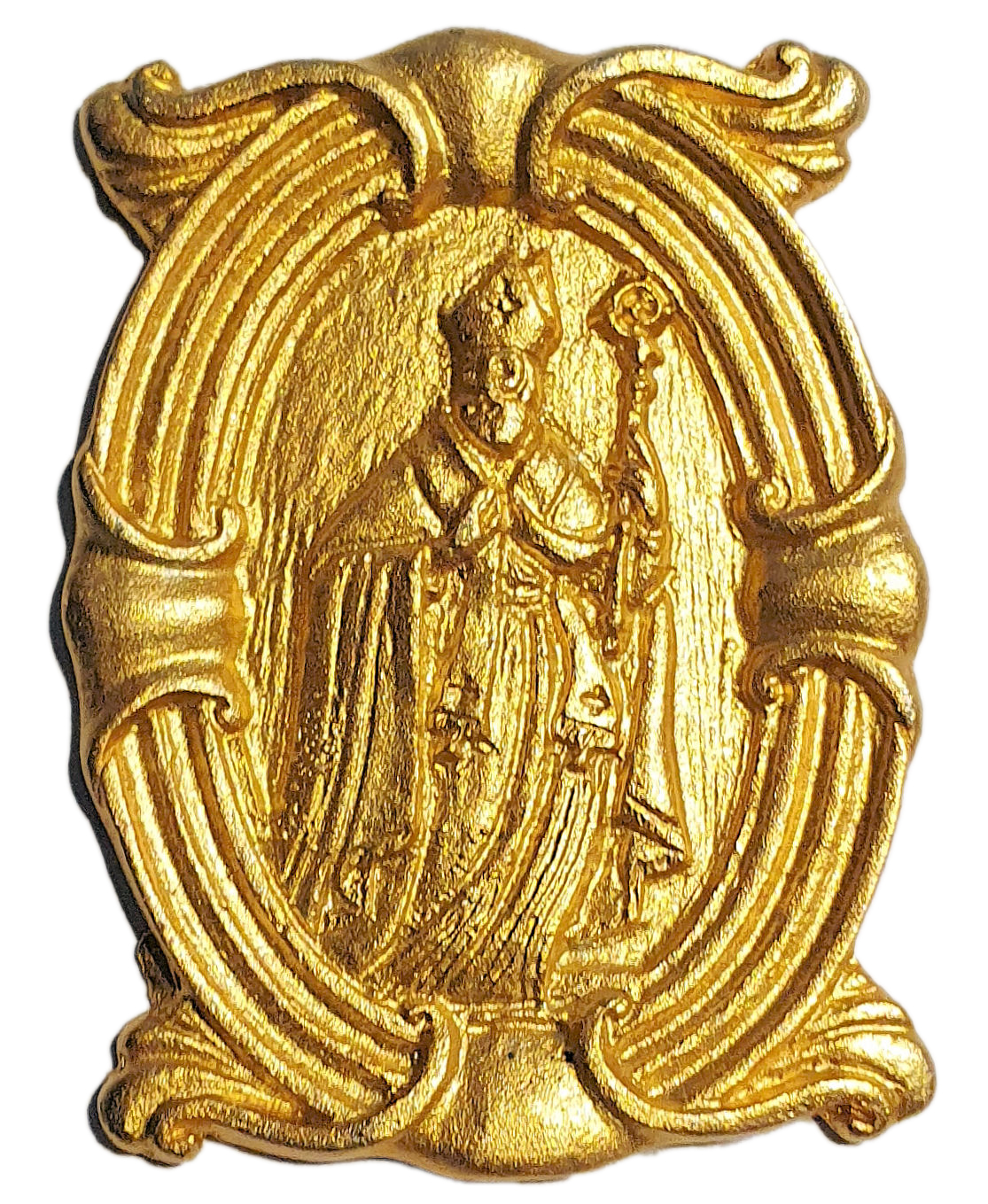
Erasmo d'Oro

## Premi e riconoscimenti
- Nel 2013 ricevette dalla città di Castel Goffredo l'Erasmo d'Oro[7]
- Nel 2019 ricevette dalla città di Mantova il Virgilio d'Oro[8]